# Science Centre Delft
Science Centre Delft (voorheen Techniekmuseum) is midden 2021 gesloten op de locatie aan de Mijnbouwstraat. Het is verder gegaan onder de naam TU Delft Science Centre op een nieuwe locatie aan de Van der Brughweg 1 in Delft. TU Delft Science Centre is onderdeel van de TU Delft.
TU Delft Science Centre toont bezoekers wat de rol van techniek is bij actuele thema's zoals klimaatverandering, duurzaamheid, veiligheid en serious gaming. Bezoekers worden betrokken bij alle onderdelen van de tentoonstelling. Alle onderdelen van het centrum zijn gebaseerd op onderzoek van de TU Delft.
Vanaf midden 2021 is de tentoonstelling aan de Mijnbouwstraat 120 gesloten. TU Delft Science Centre bevindt zich in het gebouw aan de Van der Burghweg 1 in Delft op de campus van de TU Delft.

## Collectie
TU Delft Science Centre toont wetenschappelijke innovaties en onderzoek zoals dat aan de TU Delft plaatsvindt. Belangrijk in de collectie is het verschaffen van inzicht in het proces van wetenschappelijk onderzoek. Studenten en wetenschappers kunnen hun onderzoek in het TU Delft Science Centre aan het publiek tonen.

## Gebouw
Het Science Centre Delft (dat geopend was tot 2021) was gevestigd in het voormalige gebouw van de faculteit Mijnbouwkunde en Petroleumwinning en dateert uit 1912. Het is van de hand van Jan Vrijman, rijksbouwkundige voor de gebouwen van onderwijs.

## Geschiedenis
Het museum is in de jaren 1970 begonnen als een Technisch Tentoonstellingscentrum (TTC) dat een aantal succesvolle reizende exposities zoals Van Telraam tot Chip en Ogen Bedrogen maakte. In de jaren tachtig van de vorige eeuw ging het TTC over in het Techniek Museum Delft. Dit universiteitsmuseum was tot maart 2008 gevestigd in het Voormalig laboratorium voor de afdeling Werktuig- en Scheepsbouwkunde. Het museum beheerde de historische collecties van de TU Delft en had twee vaste exposities. In Hal 1 werd de ontwikkeling van de grote machines voor de aandrijving van werktuigen getoond, de stoom-, gas- en dieselmotoren. In Hal 2 was een expositie ingericht over mechanische rekenmachines zoals die gebruikt werden in de periode tussen 1920 en 1950. In Hal 3 vond de bezoeker regelmatig een wisselende expositie (in 2006 over robots en in 2007 over duurzaamheidsprojecten van de TU Delft in het buitenland). Voor kinderen waren er diverse activiteiten waaronder een rekenroute en veel workshops.
Omdat de eigenaar van het gebouw, de Gemeente Delft, het pand een andere bestemming wilde geven en omdat het gebouw aan de Ezelsveldlaan te klein werd voor de activiteiten, is eind 2007 besloten het museum in maart 2008 te sluiten en het museum op te laten gaan in het nieuwe Science Centre Delft. Het behoud en beheer van de historische collectie van het Techniekmuseum is per 1 januari 2009 overgenomen door de erfgoedsectie van de bibliotheek van de TU Delft. Het Science Centre vond een nieuwe plek op de begane grond van de museumvleugel van het gebouw van het oude mijnbouwkundeinstituut aan de mijnbouwstraat, waar tot de jaren zestig van de twintigste eeuw de koloniale collectie van het Mineralogisch-Geologisch Museum werd tentoongesteld.